# Blepharidium guatemalense
Blepharidium guatemalense là một loài thực vật thuộc họ Rubiaceae. Loài này có ở Guatemala và Honduras.